# 布兰德沙伊德
布兰德沙伊德是德国莱茵兰-普法尔茨州的一个市镇。总面积3.03平方公里，总人口483人，其中男性258人，女性225人（2011年12月31日），人口密度159人/平方公里。